# Summerhaven, Arizona
Summerhaven je naseljeno područje za statističke svrhe u američkoj saveznoj državi Arizona. Prema popisu stanovništva iz 2010. u njemu je živjelo 40 stanovnika.